# Hameln (Fernsehserie)
Hameln ist eine deutsche sechsteilige Horror-Fernsehserie.

## Handlung
Der schwerhörige Jannik, die fast blinde Finja und der auf den Rollstuhl angewiesene Ruben werden von Träumen geplagt, in denen sie im mittelalterlichen Hameln gemeinsam vor einer bösen Macht auf der Flucht sind. Ihre Erlebnisse hängen mit dem Schicksal von 130 Kindern zusammen, die der Rattenfänger von Hameln im Jahr 1284 entführt hat. Als sich die drei Jugendlichen, die sich bis dahin nur aus ihren Träumen kennen, im heutigen Hameln im realen Leben begegnen, wissen sie intuitiv, dass der Rattenfänger zurückkommt, um sie zu suchen. Es ist bekannt, dass dem Rattenfänger damals drei Kinder entkamen, von denen eines blind, eines lahm und das dritte taub war. Nun will er sein Werk zu Ende bringen. Die im Mittelalter entführten Kinder erscheinen als Wiedergänger im heutigen Hameln und die Stadt wird von einer unheimlichen Mordserie erschüttert, bei der Jugendliche ihre Eltern töten. Weder Kommissar Zastrow, Rubens Vater, noch der Jugendpsychologe Peter Roth, der Vater von Finja, kommen bei der Aufklärung dieser Taten und der Verhinderung neuer Tragödien weiter, zumal sie nicht an übernatürliche Zusammenhänge glauben wollen.
Unterstützung erhalten die drei Jugendlichen von Janniks Bruder Sam, der sich in Finja verliebt, die aber von der Erinnerung an ihren im Mittelalter ermordeten Freund Christian gepeinigt wird. Außerdem wirken Rubens Freundin, die Bundeswehrsoldatin Romy, und deren Mutter, eine Ärztin und Geisterbekämpferin mit tansanischen Wurzeln, an der Abwehr des Rattenfängers mit. Die anderen Eltern sind dabei eher hinderlich, weil sie, jedes auf seine Weise, Schuld auf sich geladen haben, die sie vor ihren Kindern zu verheimlichen suchen und die der Rattenfänger nutzt, um die Stadt zu terrorisieren. Wenig hilfreich sind auch mehrmals unvermittelt ausbrechende Streitigkeiten zwischen den jungen Leuten, die dazu führen, dass sie sich trennen und in gefährliche Situationen geraten, wo sie dem Bösen allein gegenüberstehen. Dadurch gerät Ruben zeitweilig in die Gewalt des Rattenfängers und versucht, seine alkoholkranke Mutter zu töten. Auch Rubens Halbschwester Alina, die als kleines Kind von einem Onkel missbraucht wurde, und Janniks Freundin Emily, die in einer heilpädagogischen Wohngruppe lebt, sind vom Rattenfänger besessen und werden zur tödlichen Gefahr für mehrere Beteiligte.
In einer Ritze im Taufstein der mittelalterlichen Kirche von Hameln finden die Geisterjäger ein mit Blut beschriebenes Pergament, das der Rattenfänger 740 Jahre zuvor dort hinterlegt hatte und in dem er sein grausiges Vorhaben beschwört. Mit dessen Hilfe kann Romys Mutter herausfinden, wie dem Geist beizukommen ist, kurz bevor sie selbst von ihm getötet wird. Die Maxime lautet, dass das Verschweigen eigener Schuld die Menschen angreifbar und das Böse mächtig macht, während das Eingeständnis der Verfehlungen, die Beichte, den einzigen Ausweg bietet. Die Protagonisten begreifen dies schnell, während ihre nächsten Angehörigen nacheinander getötet werden. Zum Trauern bleibt ihnen aber keine Zeit, wenn sie das Verhängnis noch stoppen wollen. Denn es stellt sich heraus, dass der Rattenfänger jahrelang im Körper des nach einem Schlaganfall im Wachkoma liegenden Vaters von Sam und Jannik gefangen war, der infolge des Geständnisses ihrer Mutter, erneut heiraten zu wollen, vor Schreck verstirbt, sodass der böse Geist sich befreien kann und mächtiger als je zuvor wird. Letztlich ist es dann der Kommissar, der – geschockt vom Unfalltod seiner Frau und vom Suizid des eng mit ihm befreundeten Psychologen Roth – ein früheres Verbrechen gesteht und dem Rattenfänger damit die Kraft raubt, sich gegen die Jäger zu wehren, die ihn im Endkampf in einer Lagerhalle für Theaterrequisiten stellen und besiegen können.

## Produktion
Die Serie ist eine Produktion der Real Film Berlin, der Don’t Panic Films und der Red Sun Films in Koproduktion mit ZDFneo und ZDF Studios. Regie führte Rainer Matsutani, der als Headautor und Showrunner auch für die Drehbücher verantwortlich ist. Ko-Autor ist Sandro Lang.
Produzenten sind Michael Lehmann und Henning Kamm (Real Film Berlin) sowie Alexander Kiening und Rainer Matsutani (Don’t Panic Films). Ausführende Produzentin ist Katinka Seidt (Real Film Berlin). Die Redaktion im ZDF verantworten Michelle Rohmann und Elke Müller.
Gedreht wurde 2023 in NRW, Berlin und Hameln. Ab dem 30. Dezember 2024 wurde die Serie in Deutschland auf ZDFneo ausgestrahlt.

## Kritik
Tilman Spreckelsen, der Feuilletonist der Frankfurter Allgemeinen Zeitung, findet die Idee, die Sage vom Rattenfänger in die Gegenwart der Stadt Hameln zu verlegen, grundsätzlich reizvoll. Sie werde in der Serie mit großem Aufwand umgesetzt. Allerdings bemängelt er zahlreiche unlogische Wendungen des Plots, die die Geduld der Zuschauer auf eine harte Probe stellen, sowie die viel zu ausgiebige Verwendung klassischer Stereotypen des Genres, was die Handlung bis in die Einzelmotive hinein vorhersagbar mache, das Ende wenig überraschend und die Botschaft banal. Marie-Sofie Trautmann von der Tageszeitung findet die logischen Inkohärenzen nicht so schlimm, kann aber den Horrorelementen wenig abgewinnen: Besessene Jugendliche, die in verzerrter Stimme Mittelniederdeutsch sprechen, klingen für sie eher belustigend als angsteinflößend. Reinhard Prahl von Serienjunkies.de findet die Zunahme deutscher Serien- und Filmproduktionen im Bereich Phantastik sehr erfreulich. Hameln bewertet er als gekonnte Mischung aus Mysteryserie und Horrorstück. Die Idee erweise sich als stimmig und gut durchdacht, wobei storytechnisch der Mystery-Aspekt leicht überwiege. Besonders lobt er die Arbeit der Maskenbildnerinnen Uta Spikermann und Grit Kosse sowie des Kostümdesigners Till Fuhrmann, deren Beitrag zum Gelingen der Serie er als wesentlich einschätzt.